# Pavero
Se conoce con el nombre de "pavero" a un sombrero tradicional de Andalucía, en España. Se trata de un sombrero de copa cónica alta y de ala ancha y recta